# Product (economie)
Een product in economische zin is alles wat kan worden aangeboden op de markt om aan een wens of behoefte van een klant te voldoen. Een product kan daarbij een tastbaar goed zijn, zoals een artikel in een winkel, maar ook een dienst, digitaal product of een werk.

## Productinformatie
Een product kan worden vergezeld van productinformatie. Voor veel productcategorieën is het beschrijven van het product wettelijk vastgelegd. Zo moeten voedselproducten voorzien zijn van een etiket met de ingrediënten, de inhoud en de houdbaarheidsdatum.
Voor het produceren van goederen en leveren van diensten maken sommige organisaties gebruik van een productinformatiesysteem. Een productinformatiesysteem legt o.a. de kenmerken en de levenscyclus van een product vast. Deze productlevenscyclus geeft weer hoe een product zich ontwikkelt gedurende de tijd dat het actief geproduceerd en verkocht wordt. Daarbij worden de volgende fasen doorlopen: ontwikkeling, groei, volwassenheid en verval.

## Productcode
Een product kan gekenmerkt worden door een productnummer, ook wel artikelcode genoemd. Bekende voorbeelden daarvan zijn de barcode of streepjescode EAN en het ISBN. Hierin wordt een product qua vorm, functie en passendheid uniek weergegeven (form, fit and function).